# Dr.Max
Dr.Max est une entreprise spécialisée dans la distribution pharmaceutique en Europe centrale et de l'Est. Elle appartient au fonds d'investissement Penta Investments.

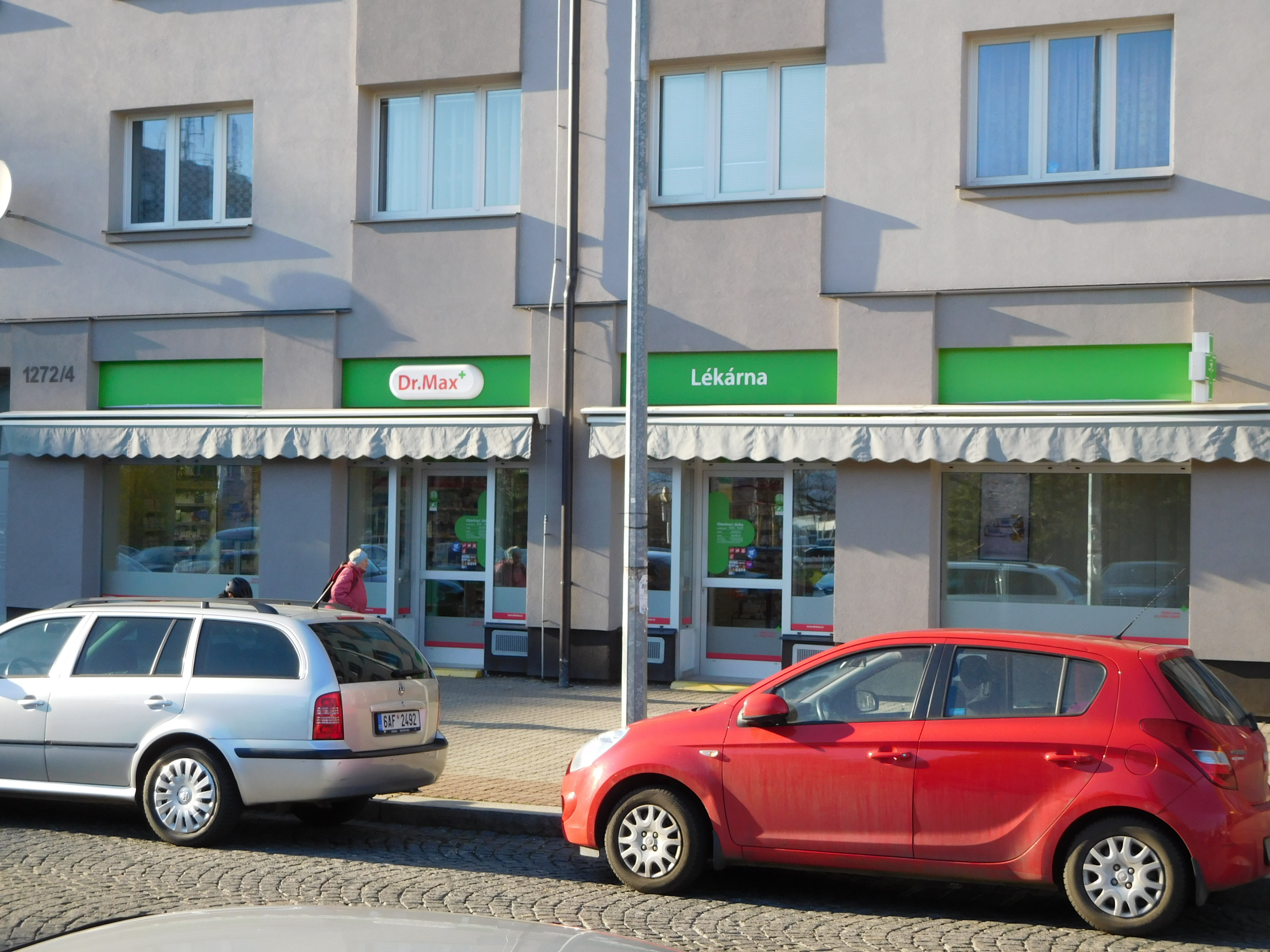
Une pharmacie à l'enseigne Dr.Max à Prague.

## Historique
En décembre 2017, Dr.Max annonce l'acquisition d'A&D Pharma (ro), une chaîne de pharmacie présente en Roumanie, ce qui lui permet d'être la plus grande entreprise de distribution pharmaceutique de Roumanie avec plus de 600 pharmacies dans ce pays, en plus de 1 300 pharmacies quelle possède déjà en Pologne, Tchéquie, Slovaquie, Serbie et Italie.
En novembre 2023, Dr.Max acquiert Neo Apotek, une chaine de 130 pharmacies italiennes, après cette acquisition Dr.Max possède 210 pharmacies en Italie.
En avril 2025, Dr.Max annonce que VusionGroup va déployer ses solutions dans 1 000 points de vente à travers la République tchèque, la Slovaquie, la Roumanie, l'Italie, la Serbie et la Pologne.